# Mario Turdó
Mario Héctor Turdó (Armstrong, Santa Fe, Argentina, 1 de enero de 1979) es un exfutbolista argentino. Jugaba de delantero y su primer club fue Independiente.

## Carrera
Comenzó su carrera en C. A. Defensores de Armstrong luego en 1997 jugando para Independiente. Jugó para el equipo hasta 1999. Ese año se fue a España para formar parte del Celta de Vigo. Estuvo ligado al club hasta el 2000. Ese año se trasladó a Francia, donde formó parte de las filas del Stade Rennais. En 2001 regresó a España para formar parte de la U. D. Las Palmas. 
Ese año regresó a Francia para volver a jugar en el Stade Rennais. Se mantuvo hasta 2003. Ese año regresó a España para formar parte del plantel de CD Leganés, en donde juega hasta 2004. En 2005 regresó a la Argentina, en donde formó parte de las filas del Quilmes AC. Jugó ahí hasta 2006. En ese año se sumó al plantel de Gimnasia de Jujuy. Se mantuvo hasta 2008. Ese año se sumó a las filas del San Martín de Tucumán. Se retiró en 2009.

## Clubes
| Club                  | País      | Año       |
| --------------------- | --------- | --------- |
| Independiente         | Argentina | 1997-1999 |
| Celta de Vigo         | España    | 1999-2000 |
| Stade Rennais         | Francia   | 2000      |
| UD Las Palmas         | España    | 2001      |
| Stade Rennais         | Francia   | 2001-2003 |
| CD Leganés            | España    | 2003-2004 |
| Quilmes AC            | Argentina | 2005-2006 |
| Gimnasia de Jujuy     | Argentina | 2006-2008 |
| San Martín de Tucumán | Argentina | 2008-2009 |

## Palmarés

### Copas internacionales
| Título         | Club                | País                                  | Año  |
| -------------- | ------------------- | ------------------------------------- | ---- |
| Copa Intertoto | R. C. Celta de Vigo | Vigo (España) San Petersburgo (Rusia) | 2000 |